# Caietele lui Turner
Caietele lui Turner (în engleză The Turner Diaries) este o lucrare redactată de neo-nazistul american William Luther Pierce și publicată în 1978 sub pseudonimul Andrew Macdonald. În Caietele lui Turner ni se prezintă o revoluție violentă pusă la cale de grupurile de extremă dreapta în Statele Unite în urma căreia guvernul este răsturnat, un război nuclear este inițiat și, într-un final, un război rasial care are ca scop exterminarea sistematică a persoanelor de altă origine decât cea albă europeană. Din punctul de vedere al protagonistului Earl Turner, această categorie îi cuprinde pe evrei, persoanele de culoare, „agenții liberali” și politicieni.
Caietele lui Turner este caracterizată ca fiind „rasistă și antisemită” de către New York Times și o „Biblie a dreptei rasiste” de către Southern Poverty Law Center. Lucrarea a exercitat o influență puternică asupra naționalismului alb și mai târziu asupra dezvoltării ideii de genocid alb. De asmeenea, evenimentele din cadrul cărții au inspirat numeroase infracțiuni motivate de ură și acte de terorism; printre acestea regăsim atentatul din Oklahoma City, atentatul din Londra (1999)⁠(d)și uciderea lui Alan Berg⁠(d).

## Ideea principală
Protagonistul lucrării, Earl Turner, ia parte la evenimentele care contribuie la răsturnarea guvernului federal al Statelor Unite (denumit „Sistemul” în roman). Turner și ceilalți insurgenți inițiază un război rasial care începe în America de Nord și se extinde în restul lumii. Cartea glorifică ideea de genocid și supremație a albilor.

## Rezumat
Cartea începe cu o narațiune-cadru⁠(d) care are loc în 2099 - la 100 după evenimentele prezentate - și care ne oferă contextul istoric al povestirii expuse sub forma unui jurnal redactat de personajul principal al lucrării, Earl Turner, membru activ al mișcării revoluționare albe. Povestea începe cu confiscarea tuturor armelor de foc aflate în posesia civililor de către guvernul federal ca urmare a adoptării Legii Cohen. Turner și grupul său se retrag în underground de unde plănuiesc să atace Sistemul, considerat a fi sub controlul evreilor - prin intermediul unui război de gherilă. „Sistemul” ia naștere odată cu implementarea unor legi represive prin care orice formă de prejudecată este considerată infracțiune motivată de ură, iar populația albă rămâne fără apărare în fața crimelor comise împotriva lor de către indivizii de culoare. Mai mult, după confiscarea armelor este impus și un nou sistem de supraveghere prin care cetățenii să fie monitorizați tot timpul (i.e. obligativitatea deținerii unui pașaport special prin care Sistemul să monitorizeze în permanență unde se află cetățenii). Activitățile Organizației lui Turner includ bombardarea sediului central al FBI, asasinări, sabotaj economic și alte acte de rezistență⁠(d) pe întregul teritoriu al Statelor Unite.
Turner joacă un rol important în activitățile care au loc în Washington, DC. Când președintele Statelor Unite susține un discurs prin care îi condamnă pe rasiști și cere ca toți membrii Organizației să fie aduși în fața justiției, Turner și ceilalți membri ai grupului lansează proiectile de mortier pe străzile din Washington. Ca urmare a acestor fapte, președintele și membrii guvernului sunt evacuați. Într-o altă scenă, Turner urmărește o paradă antirasistă la televizor unde albii care iau parte la manifestație sub trași deoparte și bătuți (uneori până la moarte) de către protestatari de culoare; marșul se transformă într-un final într-o revoltă. Acesta devine membru al The Order, un grup secret alcătuit din elita revoluționară care conduce Organizația și a cărei existență rămâne străină atât membrilor Organizației, cât și Sistemului. Mai târziu, ascunzătoarea lui Turner este asaltată de oamenii legii. În timpul schimbului de focuri cu autoritățile, toți reușesc să scape, cu excepția lui Turner. Acesta este arestat și trimis la o bază militară unde este interogat de FBI și un ofițer al serviciului de informații din Israel. Este torturat, însă nu divulgă informații. Totuși, aceștia reușesc să obțină niște informații. Câteva luni mai târziu, alți membri ai The Order reușesc să-l salveze din închisoare. Lui Turner îi este adus la cunoștință faptul că va fi pedepsit la un moment dat pe motiv că a cedat în timpul interogatoriului. Acesta recunoaște autoritatea grupului și jură că va accepta orice pedeapsă impusă.
În cele din urmă, Organizația preia controlul armelor nucleare de la baza forțelor aeriene Vandenberg⁠(d) din sudul Californiei⁠(d) și îndreaptă rachetele către New York și Tel Aviv. Aflată sub controlul Organizației,  California este curăță etnic de toți nonarienii; aceștia sunt izgoniți către estul Statelor Unite aflat încă sub controlul Sistemului. Între timp, sute de mii de afro-americani sunt trimiși în deșert cu scopul de a promova o criză în sistemul social al Sistemului, iar evreii sunt bătuți, linșați sau împușcați. Conflictul rasial care are loc în est „trezește” o parte din populația albă care începe să migreze către sudul Californiei, devenit acum un sanctuar al albilor. Încurajarea pe față a conflictelor rasiale - numită aici „conflict demografic” - contribuie la creșterea numărului de membri atât în Organizație, cât și în The Order. În această perioadă, Organizația desfășoară razii într-un sanctuar al negrilor unde descoperă acte de canibalism. Aici negrii răpesc, măcelăresc și mânâncă albi.
Organizația desfășoară raiduri și în casele tuturor indivizilor care au fost acuzați că sunt trădători de rasă (precum judecători, profesori, avocați, politicieni, preoți, jurnaliști etc.) și în cele ale albilor care și-au spurcat rasa printr-o căsătorie sau concubinaj cu persoane de culoare. Acești indivizi sunt scoși din casele lor și spânzurați în public pe străzile din Los Angeles în cadrul unui eveniment care este cunoscut sub denumirea de „Ziua funiei” (1 august 1993). Majoritatea execuțiilor sunt înregistrate cu scopul de a fi utilizate în propagandă. Pentru Organizație, americanii albi de stânga sunt considerați agenți ai evreilor, iar conservatorii și libertarienii sunt văzuți drept oameni de afaceri sau săraci cu duhul. Turner și camarazii săi sunt mai degrabă interesați de oamenii obișnuiți care sunt interesați strict de un nivel de trai confortabil. Odată ce războiul nuclear este inițiat, Organizația pune hrană și adăpost la dispoziția tuturor celor care aduc cu ei „capul proaspăt tăiat al unei persoane de culoare”. Cei care nu sunt capabili sau nu doresc să plătească acest „preț” sunt lăsați să moară de foame, moartea lor fiind considerată un alt pas către „îmbunătățirea rasei”.
Organizația utilizează atât bazele din sudul Californiei, cât și armele sale nucleare pentru a porni un război de proporții. Aceștia lansează rachete către New York și Israel - pornind astfel un război nuclear între Statele Unite și Uniunea Sovietică - și în același timp desfășoară trupe și armament nuclear pe întreg teritoriul Americii de Nord. Numeroase orașe americane sunt distruse, printre care Baltimore și Detroit. În timp ce Statele Unite sunt cuprinse de un război civil nuclear, guvernele tuturor țărilor din jurul lumii încep să fie răsturnate unul după celălalt, iar revolte antievreiești izbucnesc pe străzile orașelor. După ce Tel Aviv și Israelul sunt distruse, arabii profită de ocazie și intră în Israel unde ucid restul populației evreiești. Guvernul Franței și cel al Țărilor de Jos se prăbușesc, iar Uniunea Sovietică se destramă concomitent cu o intensificare a violențelor antisemite. Între timp, în Statele Unite este instaurată legea marțială și impusă o dictatură militară. Guvernul Statelor Unite decide să lanseze o invazie a teritoriilor din sudul Californiei aflate sub conducerea Organizației. Liderii The Order îi aduc la cunoștință lui Earl Turner că urmează să fie pedepsit deoarece nu a rezistat în fața ofițerilor evrei care l-au interogat. Pedeapsa constă în a pilota un avion⁠(d) echipat cu un focos nuclear pe care să-l prăbușească peste Pentagon într-un atac de tip kamikaze.
În epilog este rezumat modul în care Organizația a cucerit întreaga lume și cum toate rasele, cu excepția celei albe, au fost eliminate. Africa a fost invadată, iar toate popoarele native au fost ucise. Toți portoricanii au fost uciși, iar Puerto Rico a fost recolonizată. După încercarea de invadare a Rusiei europene de către China, Organizația decide să-i atace cu arme nucleare, chimice, radiologice⁠(d) și biologice⁠(d) care transformă întreg continentul asiatic într-un teritoriu nelocuibil plin de „mutanți”. În Statele Unite sunt vânate ultimele persoane de culoare și indivizii implicați în crima organizată (e.g. mafia).
În ultima etapă din campania Organizației este semnat un armistițiu cu ultimii generali americani rămași în viață care au fost de acord să se predea cu condiția ca aceștia și familiile lor să fie în siguranță. Organizația acceptă cu mare plăcere această condiție. Epilogul se încheie cu declarația că în anul 1999, „la doar 110 ani de la nașterea „Mărețului”, visul unei lumi a albilor devine în sfârșit o certitudine... iar The Order își va extinde domnia înțeleaptă și binevoitoare pe pământ pentru totdeauna" 

## Influență politică
Anti-Defamation League a descris lucrarea ca fiind „probabil cea mai citită lucrare din mediile extremiste de dreapta; majoritatea au menționat-o ca sursă de inspirație pentru activitățile lor teroriste”. Mai mult, Centrul Simon Wiesenthal a numit-o o „carte a urii”.
La început, lucrarea a fost vândută doar prin poștă și publicată pe părți de către organizația lui Pierce. Până în 2000, peste 500.00 de ediții au fost vândute. Din punct de vedere politic, Caietele lui Turner sunt considerate de politica Agenției Serviciilor Frontaliere din Canada⁠(d) cu privire la clasificarea propagandei drept o lucrare a promovează ura, motiv pentru care aceasta nu poate fi importată în Canada.
- The Order (1983-1984) a fost o organizație teroristă formată din supremaciști și neonaziști. Numele grupării este preluat din lucrarea Caietele lui Turner. The Order a ucis trei persoane, printre care și gazda radio Alan Berg, și au comis numeroase furturi, operațiuni de contrafacere și acte de violență în încercarea de a provoca un război rasial în Statele Unite.[20]
- Asupra lui Timothy McVeigh, condamnat pentru atentatul din Oklahoma City (1995), au fost descoperite pagini din Caietele lui Turner. Atentatul este similar cu distrugerea sediului central al FBI care are loc în lucrare.[21]
- John William King a fost condamnat pentru uciderea lui James Byrd Jr.⁠(d), un afro-american, în Jasper, Texas în 1998. În timp ce îi lega picioarele lui Byrd de mașina sa, acesta ar fi spus că „Vom iniția [evenimentele din] Caietele lui Turner mai devreme”.[22]
- David Copeland, un britanic neonazist care a ucis trei persoane într-un atentat⁠(d) îndreptate împotriva comunăților de culoare, asiatice și gay din Londra în aprilie 1999, a citat din Caietele lui Turner în timpul interogațiilor.[23]
- O ediție a lucrării alături de alte materiale de propagandă neonaziste au fost descoperită în casa lui Jacob D. Robida. Acesta din urmă a atacat trei bărbați într-un bar gay din New Bedford, Massachusetts în 2006. Robida a fugit de la fața locului după ce a ucis un ostatic și un ofițer de poliție, iar mai târziu s-a sinucis.[24]
- O ediție a lucrării și alte materiale neonaziste au fost găsite în casa lui Zack Davies, condamnat pentru o tentativă de omor pe motive rasiste în Mold, Flintshire, Marea Britanie, în septembrie 2015.[25]
- National Socialist Underground și-a fundamentat o mare din ideologie pe lucrarea Turner Tagebücher.[26] Membrii Uwe Böhnhardt, Uwe Mundlos și Beate Zschäpe au ucis nouă imigranți între 9 septembrie 2000 și 25 aprilie 2007. O ediție a lucrării a fost descoperită pe un hard drive după ce Böhnhardt și Mundlos s-au sinucis și și-au incendiat duba pe 4 noiembrie 2011.[27][28] Caietele lui Turner au fost interzise în Germania începând din aprilie 2006.[29]

Expresia „day of the rope” (în română ziua ștreangului) a devenit comună în comunitățile online frecventate de naționaliștii albi și de membrii alt-right. Aceasta face referire la un eveniment din lucrare unde toți „trădătorii rasei albe” sunt spânzurați în public.